# 生田原駅
生田原駅（いくたはらえき）は、北海道紋別郡遠軽町生田原にある北海道旅客鉄道（JR北海道）石北本線の駅である。電報略号はイハ。事務管理コードは▲122522。駅番号はA53。特急「オホーツク」特別快速「大雪」を含む全ての定期列車が停車する。

## 歴史

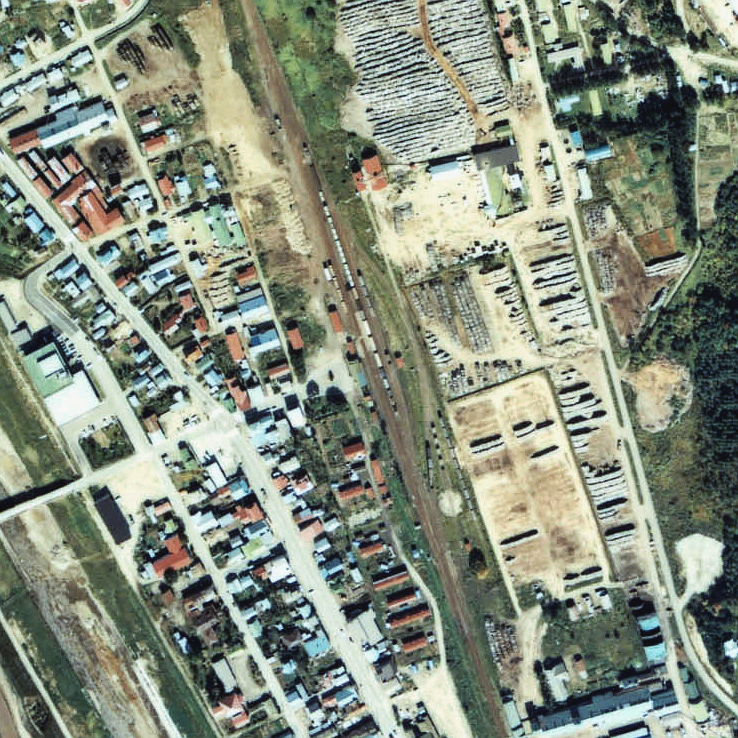
1977年の生田原駅と周囲約500m範囲。下が網走方面。少しずれた単式ホーム2面2線と駅裏に短めの4本の留置線と、駅舎横遠軽側に貨物ホームと2本の引込み線を有している。駅裏の留辺蘂側には、留辺蘂との間で運用されていた常紋峠越え補機用蒸気機関車用の転車台の丸く白い跡と、留置用に転用されているかつての待機線が見える。
駅裏には営林署管轄の広大なストックヤード（土場）があり、かつて南西方向（左下）の生田原川上流やその支流の浦島内川上流から上生田原森林鉄道が、本線の下を潜って北上し、ヤードの南へ乗り入れていた。

野付牛駅（→北見駅）駅から、オホーツク海沿いの湧別駅に向けて建設が行われた湧別軽便線の留辺蘂 - 下生田原（後の安国駅）間の開通に合わせて上生田原駅（かみいくたはらえき）として開業した。まもなく1916年（大正5年）11月7日に762ミリメートル軌間の軽便鉄道から1,067ミリメートル軌間に改軌され、1932年（昭和7年）10月1日に石北本線の駅となり、その後1946年（昭和21年）3月1日に生田原駅に改称された。
かつて当駅は林業・鉱業に関わる輸送の中継地として賑わい、南の常紋峠を越える列車に補助機関車を連結するため、転車台や給水設備が設置されて鉄道の運行拠点ともなっていたが、後年これら設備は撤去されている。

### 年表
- 1914年（大正3年）10月5日：鉄道院湧別軽便線留辺蘂駅 - 下生田原駅間（軌間762mm）開業にともない上生田原駅として開業。一般駅[7]。
- 1916年（大正5年）11月7日：留辺蘂駅 - 遠軽駅間1,067mm軌間に改軌[6]。
- 1922年（大正11年）
  - 9月2日：軽便鉄道法廃止により湧別線に改称。
  - 10月1日：遠軽駅 - 野付牛駅間を区間分離し、石北線に編入。
- 1928年（昭和3年）：上生田原森林軌道（馬車鉄道）開設。最長時（1944年）28.9キロ[8]
- 1942年（昭和17年）：森林軌道が機関車を導入して森林鉄道となる。
- 1946年（昭和21年）3月1日：生田原駅に改称[9]。
- 1949年（昭和24年）6月1日：公共企業体である日本国有鉄道に移管。
- 1954年（昭和29年）：上生田原森林鉄道廃止。
- 1961年（昭和36年）4月1日：新旭川駅 - 網走駅間を石北本線に改称。
- 1981年（昭和56年）10月1日：同日のダイヤ改正で急行「大雪」の一部が特急「オホーツク」に編入格上げとなり、特急列車停車駅となる[10]。
- 1984年（昭和59年）
  - 2月1日：小口貨物・車扱貨物・手小荷物取扱を廃止[7][11]。
  - 11月10日：駅員無配置駅となり[12][5][11]、簡易委託化[11]。
- 1987年（昭和62年）4月1日：国鉄分割民営化により北海道旅客鉄道（JR北海道）に継承[1]。
- 1993年（平成5年）
  - 3月15日：現駅舎竣工[11]。
  - 3月25日：現駅舎の供用開始[13]。
  - 7月10日：駅舎併設のオホーツク文学館がオープン[5]。
- 1995年（平成7年）8月15日：簡易委託廃止[11]。
- 2002年（平成14年）12月1日：同日のダイヤ改正で特急「オホーツク」の当駅通過便（下り3・5号、上り4・8号、いずれも当時）が停車するようになり、全定期列車が停車するようになる[4][14]。

### 駅名の由来
隣駅の下生田原駅（→安国駅）と比して、生田原川の上流に位置することから上生田原と名づけられたが、1946年（昭和21年）3月1日に下生田原駅が安国駅に改称するのと同時に、こちらが生田原村（当時）の中心駅であったことから生田原駅に改称された。
なお、駅周辺の字名は改称2年前の1944年（昭和19年）2月11日に、生田原村で実施された字名の整理・行政区との区画不一致解消に伴い「上生田原」「上イクタラ」などの雑多な字名を統合し、「生田原」としている。

## 駅構造
上下で互い違いに設置された上下方向別単式ホーム2面2線の地上駅。以前、上り線は駅舎側のホーム（1番線）と向かい側のホーム（2番線）の両方と接しており、乗降は駅舎側のホームでのみ取り扱っていた。2025年5月現在、2番線の駅舎側ホームを削って１番線から離されたうえ柵が設置され、１番線と2番線は分離されている。両ホームは1番線の遠軽方と2番線網走方を結ぶ構内踏切で連絡する。このほか、1番線の遠軽方に保守用の側線が設置されている。
遠軽駅管理の無人駅。現在の駅舎は町の「生田原駅前再開発事業」に伴い建設された、鉄筋コンクリート造り2階建てのものである。建物内には遠軽町生田原図書館（旧：生田原町図書館）とオホーツク地方の文学作品をテーマとした博物館である遠軽町生田原オホーツク文学館が入居する。

### のりば
| 番線 | 路線      | 方向 | 行先           | 備考            |
| ---- | --------- | ---- | -------------- | --------------- |
| 1    | ■石北本線 | 上り | 遠軽・旭川方面 | 当駅始発は2番線 |
| 2    | ■石北本線 | 下り | 北見・網走方面 |                 |

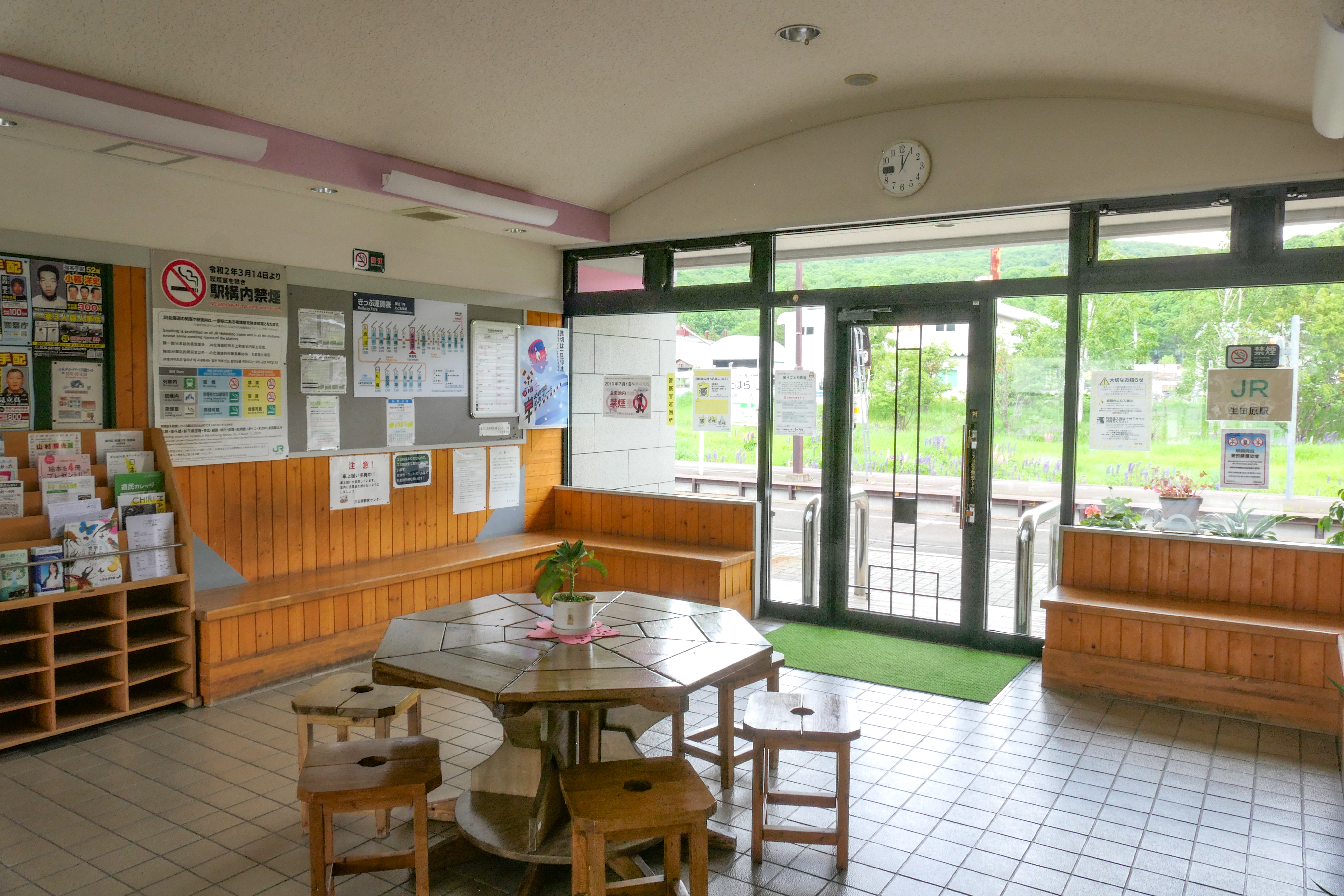
待合室（2022年6月）
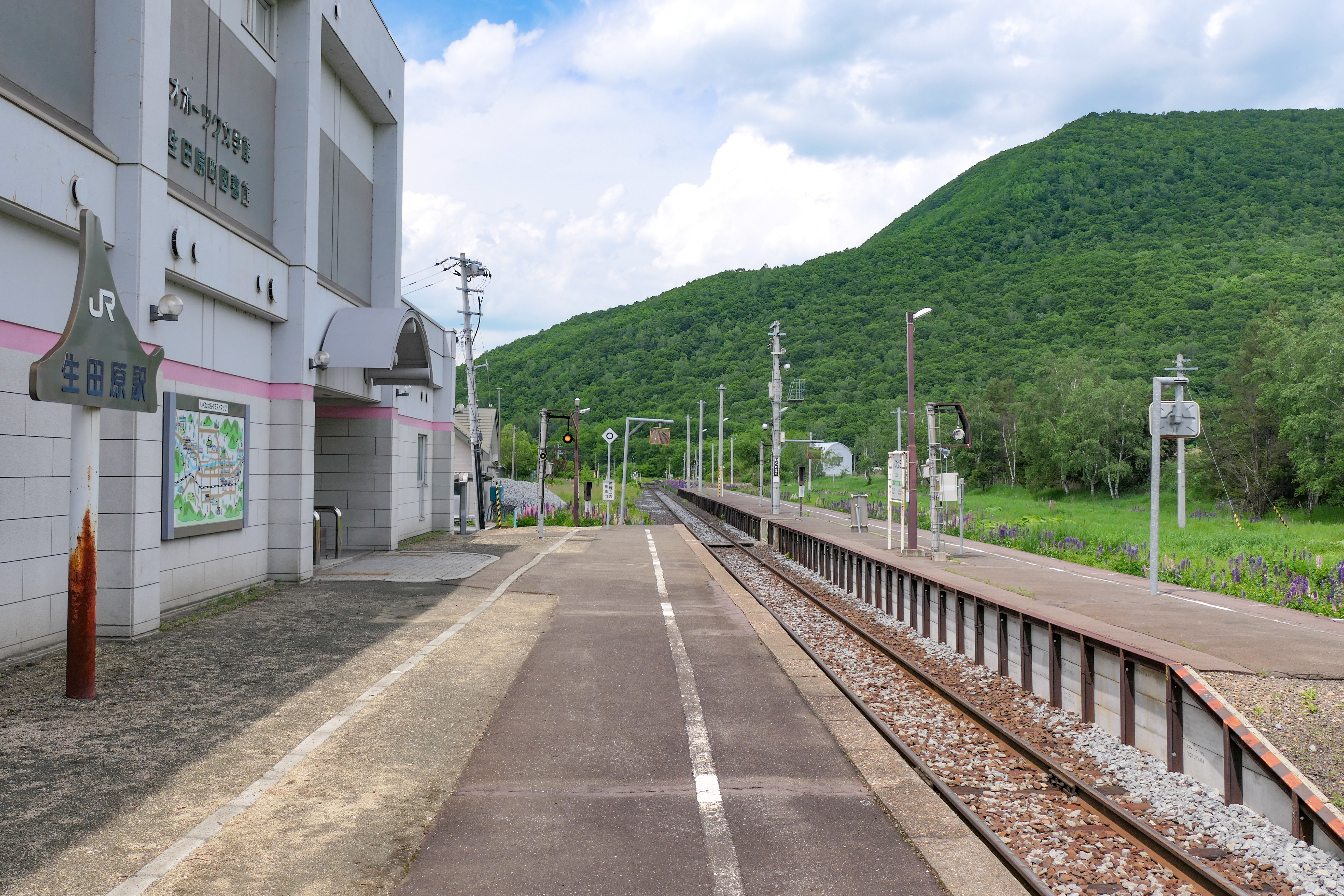
1番線ホーム（2022年6月）
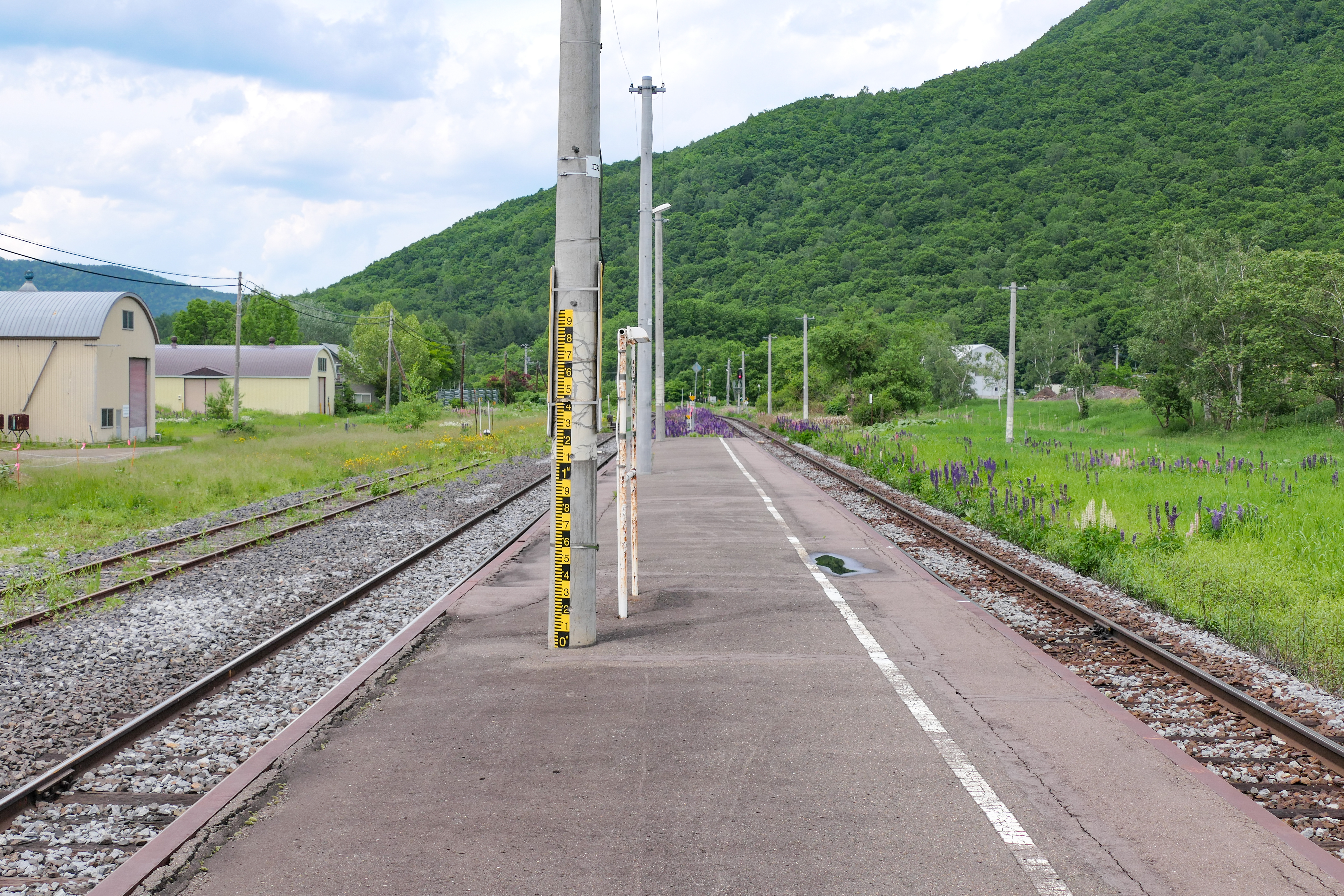
2番線ホーム（2022年6月）
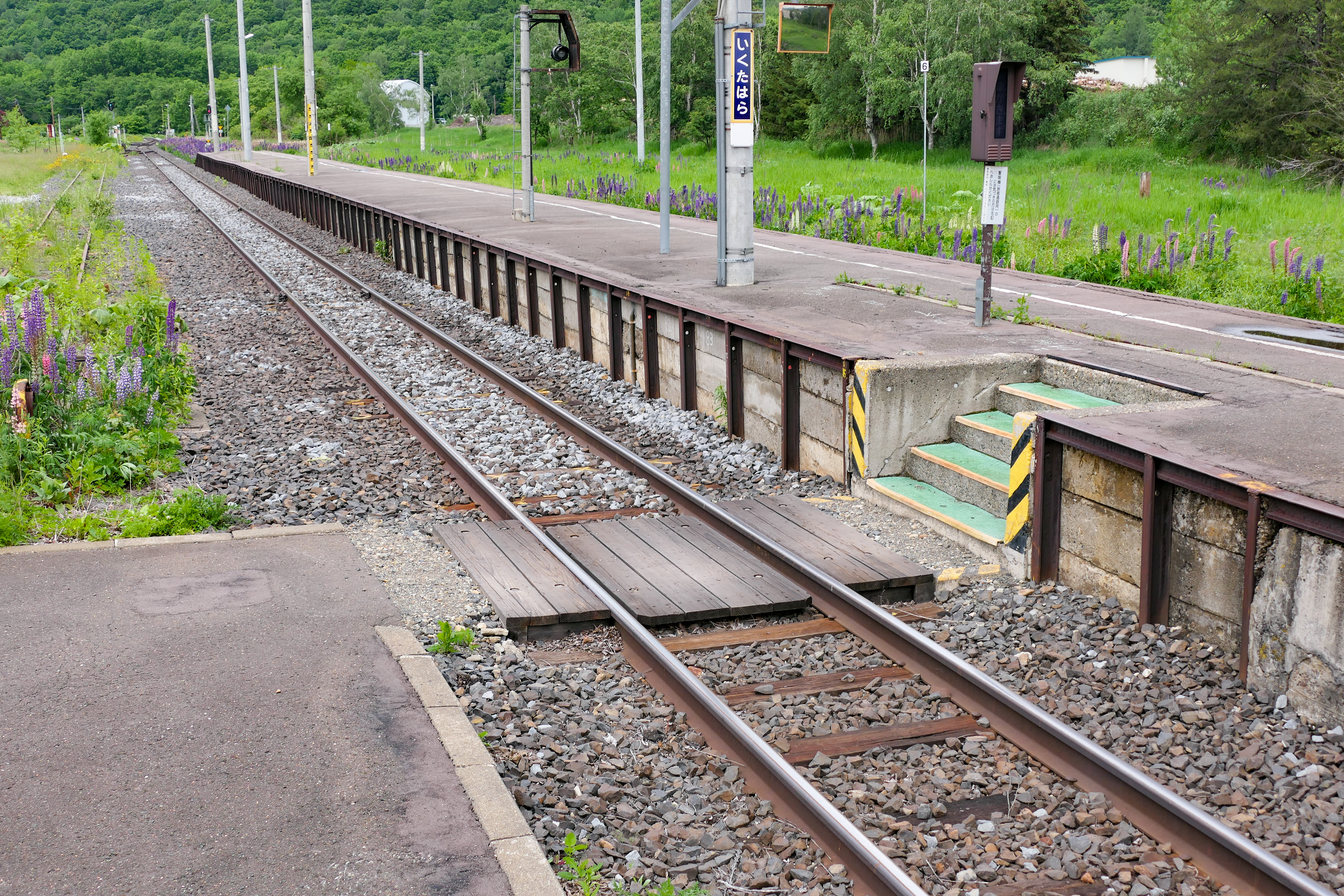
構内踏切（2022年6月）

## 利用状況
乗車人員の推移は以下のとおり。年間の値のみ判明している年については、当該年度の日数で除した値を括弧書きで1日平均欄に示す。乗降人員のみが判明している場合は、1/2した値を括弧書きで記した。
また、「JR調査」については、当該の年度を最終年とする過去5年間の各調査日における平均である。
| 年度               | 乗車人員 | 乗車人員 | 乗車人員 | 出典       | 備考                  |
| 年度               | 年間     | 1日平均  | JR調査   | 出典       | 備考                  |
| ------------------ | -------- | -------- | -------- | ---------- | --------------------- |
| 1923年（大正12年） | 30,614   | (83.6)   |          | [ 18 ]     |                       |
| 1932年（昭和07年） | 23,996   | (65.7)   |          | [ 18 ]     |                       |
| 1935年（昭和10年） | 39,274   | (107.3)  |          | [ 18 ]     |                       |
| 1936年（昭和11年） | 42,161   | (115.5)  |          | [ 18 ]     |                       |
| 1945年（昭和20年） | 109,798  | (300.8)  |          | [ 18 ]     |                       |
| 1946年（昭和21年） | 137,365  | (376.3)  |          | [ 18 ]     |                       |
| 1947年（昭和22年） | 142,912  | (390.5)  |          | [ 18 ]     |                       |
| 1948年（昭和23年） | 131,109  | (359.2)  |          | [ 18 ]     |                       |
| 1949年（昭和24年） | 117,544  | (322.0)  |          | [ 18 ]     |                       |
| 1950年（昭和25年） | 123,910  | (339.5)  |          | [ 18 ]     |                       |
| 1952年（昭和27年） | 130,625  | (357.9)  |          | [ 18 ]     |                       |
| 1953年（昭和28年） | 134,613  | (368.8)  |          | [ 18 ]     |                       |
| 1954年（昭和29年） | 134,613  | (368.8)  |          | [ 18 ]     |                       |
| 1955年（昭和30年） | 142,183  | (388.5)  |          | [ 18 ]     |                       |
| 1956年（昭和31年） | 145,877  | (399.7)  |          | [ 18 ]     |                       |
| 1957年（昭和32年） | 145,860  | (399.6)  |          | [ 18 ]     |                       |
| 1958年（昭和33年） | 198,141  | (542.9)  |          | [ 18 ]     |                       |
| 1963年（昭和38年） | 135,561  | (370.4)  |          | [ 18 ]     |                       |
| 1970年（昭和45年） | 111,014  | (304.1)  |          | [ 18 ]     |                       |
| 1971年（昭和46年） | 103,521  | (282.8)  |          | [ 18 ]     |                       |
| 1972年（昭和47年） | 101,771  | (278.8)  |          | [ 18 ]     |                       |
| 1973年（昭和48年） | 103,217  | (282.8)  |          | [ 18 ]     |                       |
| 1974年（昭和49年） | 107,255  | (293.8)  |          | [ 18 ]     |                       |
| 1975年（昭和50年） | 100,079  | (273.4)  |          | [ 18 ]     |                       |
| 1978年（昭和53年） |          | 278      |          | [ 19 ]     |                       |
| 1981年（昭和56年） |          | 261      |          | [ 20 ]     |                       |
| 1992年（平成04年） |          | (110.0)  |          | [ 21 ]     | 一日平均乗降客数：220 |
| 2016年（平成28年） |          |          | 34.6     | [ JR北 1 ] |                       |
| 2017年（平成29年） |          |          | 29.4     | [ JR北 2 ] |                       |
| 2018年（平成30年） |          |          | 24.0     | [ JR北 3 ] |                       |
| 2019年（令和元年） |          |          | 22.0     | [ JR北 4 ] |                       |
| 2020年（令和02年） |          |          | 20.2     | [ JR北 5 ] |                       |
| 2021年（令和03年） |          |          | 18.2     | [ JR北 6 ] |                       |
| 2022年（令和04年） |          |          | 17.4     | [ JR北 7 ] |                       |
| 2023年（令和05年） |          |          | 16.0     | [ JR北 8 ] |                       |

## 駅周辺
生田原市街が広がる。
- 北海道道592号湯里生田原停車場線
- 国道242号
- 遠軽町役場生田原総合支所（旧・生田原町役場）
- 遠軽警察署生田原駐在所
- 生田原郵便局
- 遠軽信用金庫生田原支店
- えんゆう農業協同組合生田原支所
- ちゃちゃワールド（木製のおもちゃをテーマとする観光施設[22]。1998年（平成10年）4月28日に開館[22]。
- 生田原コミュニティセンター
- 生田原温泉ノースキング（「生田原駅前再開発事業」の一環で、廃墟化していた国鉄官舎跡地を活用し、温泉を掘削の上開業[23]）
- 北海道北見バス「生田原」停留所[24]

## 隣の駅
北海道旅客鉄道（JR北海道）
■石北本線

■普通
安国駅 (A51) - *生野駅 (A52) - 生田原駅 (A53) - *（常紋信号場） - （金華信号場） - 西留辺蘂駅 (A55)
*打消線は廃駅および廃止信号場